# Srednja Trnova
Srednja Trnova (cyr. Средња Трнова) – wieś w Bośni i Hercegowinie, w Republice Serbskiej, w gminie Ugljevik. W 2013 roku liczyła 579 mieszkańców.